# بنی ساله
بنی ساله یکی از شاخه‌های قبیله (قبیله)ربیعه می‌باشد که در هویزه ساکن بوده و مردم آن اکنون در هویزه، اهواز، خرمشهر و دیگر شهرهای استان خوزستان زندگی می‌کنند.

## تیره‌های مهم
قبیله بنی ساله بزرگ‌ترین قبیله ساکن در استان خوزستان از نظر تعداد نفرات می‌باشد
این قبیله به تیره‌های بی‌شماری تقسیم می‌شود و در سواحل کارون، جراحی و کرخه و در شهرهای هویزه، اهواز، خرمشهر،،شادگان، گتوند، شوشتر، آبادان سکونت دارند و مرکز آنان مناطق بین اهواز و سوسنگرد است. شمار این قبیله به چهار هزار خانوار بالغ می‌شود که بیشتر به کشاورزی می‌پردازند.

### طوایف
- الحساسنه
- المناصیر
- البوغنیمه
- البوعذار
- البوسویط
- البراهنة
- البسعید
- البمساعد
- بیت غریبه
- البوخطروش
- البورشید
- البوکرمله
- الختور
- الدورگیه
- البوفلاح
- ال عباس
- البواریز

## افراد سرشناس
شیخ طعمه السعید ابوعدنان بیت سلطان (المناصیر) شیخ لفته ابن مزبان حسانی ( الحساسنه )شیخ طاهرعبدالعزیز الزایر ارزیج شای ع حی را ضـ ی بن سعیدبن اسـ هیم السیلاوی العذاری)
شیخ عبدالزهرا (البوعذار)
حجی هشال (البورشید)
شیخ مرتضه(البوسویط) رحیم التفگ المهدی المخیون (البوسعید) حسن البهادر (بیت غریبه) دوشی الچیچان (البوخطروش)
شیخ بدای العگرب (مناصیر الحویزه) کریم الزهیری الحاج عثمان (الزهیری) حسن وسکی الراگوص (آلبوشغیب) الحاج فرحان البوصويط
حجی مالک الصیهود {عشایرآلبوعذار بیت حی عثمان} شیخ لفته ابویوس{البوکرمله}. حجی وحیدالحوشان (البوغنیمه)
حجی طارش جاسم البستان (البواریز )

## جستارهای وابس
- بنی ساله
- هویزه
- تالاب هویزه